# Eve Mauro
Eve Mauro (* 21. Dezember 1981 in Atlanta, Georgia) ist eine US-amerikanische Schauspielerin sizilianischer Herkunft.

## Leben
Die Tochter eines Sizilianers und einer Russin wuchs als jüngste von sechs Geschwistern in Orlando, Florida auf.
2006 wirkte sie in einer Episode der Fernsehserie Ugly Betty mit. Dies war ihre erste Fernseherfahrung als Schauspielerin. Es folgte im Jahr 2007 ein Auftritt in einer Folge von CSI: Miami. Ab 2009 hatte sie auch größere Filmrollen inne wie in Die fast vergessene Welt. 2011 lag ihr Fokus auf Auftritten in einzelnen Episoden von diversen Fernsehserien. So war sie etwa in Bones – Die Knochenjägerin, CSI: NY oder Torchwood zu sehen. 2012 und 2013 lag ihr Fokus eher auf B-Movies wie Zombies Vs. Strippers oder Paranormal Incident 2. 2019 war Mauro in der Serie Dystopia in einer Hauptrolle zu sehen.

## Filmografie (Auswahl)
- 2006: Ugly Betty (Fernsehserie, Episode 1x03)
- 2007: CSI: Miami (Fernsehserie 2 Episoden)
- 2008: Wicked Lake
- 2009: Das Chaos Experiment (The Chaos Experiment)
- 2009: The Grind
- 2009: Miss March
- 2009: Penance – Der Folterkeller (Penance)
- 2009: Die fast vergessene Welt (Land of the Lost)
- 2009: Dexter (Fernsehserie, Episode 4x07)
- 2009: It’s Always Sunny in Philadelphia (Fernsehserie, Episode 5x12)
- 2010: The Trouble with Terkel
- 2010: Spotlight
- 2010: Undercovers (Fernsehserie, Episode 1x02)
- 2010: Sex Tax: Based on a True Story
- 2010: The Kane Files: Life of Trial
- 2011: Bones – Die Knochenjägerin (Bones, Fernsehserie, Episode 6x10)
- 2011: CSI: NY (Fernsehserie, Episode 7x15)
- 2011: Men of a Certain Age (Fernsehserie, Episode 2x07)
- 2011: Torchwood (Fernsehserie, Episode 4x05)
- 2011: Hit Girls
- 2011: End of the Innocents
- 2012: Osombie
- 2012: A Green Story
- 2012: Zombies Vs. Strippers
- 2012: Backtrack 2.0
- 2012: Sorority Party Massacre
- 2012: Vortex – Beasts from Beyond
- 2013: Carriers – Die Leihgabe (The Surrogate)
- 2013: Paranormal Incident 2 (616: Paranormal Incident)
- 2013: Schattenkrieger – The Shadow Cabal (SAGA – Curse of the Shadow)
- 2013: Crazy Town
- 2013: Misogynist
- 2013: Zombeo & Juliécula
- 2014: Bullet
- 2014: Dante’s Hell Animated
- 2014: The Christmas Dragon
- 2015: Violence
- 2015: Riot
- 2015: Das Echelon-Desaster (Stormageddon, Fernsehfilm)
- 2016: Cyborg X
- 2016: The Midnighters
- 2017: Fleur (Kurzfilm)
- 2017: Mirror Image
- 2018: Mad World
- 2018: Crepitus
- 2018: Junkie
- 2018: The Oath (Fernsehserie, 3 Episoden)
- 2018: Age of the Living Dead (Fernsehserie, 6 Episoden)
- 2019: Mother (Kurzfilm)
- 2019: Dystopia (Fernsehserie, 8 Episoden)
- 2020: Killer Dream Home (Fernsehfilm)
- 2021: Agent Revelation
- 2021: Cypher (Fernsehserie, 8 Episoden)
- 2021: Under the Palm Tree
- 2022: Shadows
- 2022: Last the Night
- 2023: Black Noise
- 2024: Blood Wars
- 2024: Widowmaker
- 2025: A Working Man